# کاسیو کاردوسلی
کاسیو کاردوسلی (انگلیسی: Cassio Cardoselli؛ زادهٔ ۲۶ ژوئیهٔ ۱۹۹۸) بازیکن فوتبال است.